# 妹萌え
妹萌え（いもうともえ）は、アニメや漫画などのフィクション作品に登場する妹キャラクターに萌える行為で、ギャルゲーやライトノベルにおけるジャンル。

## 概説
妹萌えは現代のサブカルチャーにおいて定番モチーフとなっている。斎藤環は、妹萌えのジャンルの先行者はあだち充と考えており、あだちの『みゆき』、鳴沢唯が登場する『同級生2』、12人の妹が登場する『シスター・プリンセス』を重要な作品に挙げている。また、斎藤は妹萌えは「お兄ちゃん」という呼び方が重要な要素となっていると述べており、この呼び方を「妹萌えの起源となる声」と評している。当事者の実生活において妹がいると「妹萌え」は理解できないとされることがある。
電撃オンラインとORICON NEWSは、『シスター・プリンセス』を「妹萌え作品の元祖」と呼んだ。本田透は、『恋風』を妹萌えが行き着くところまで行き着いた極致的な作品と位置付けている。
大塚英志は、日本文学は「妹萌え」という病理に犯されているとしており、『「妹」の運命: 萌える近代文学者たち』では、川端康成の文学がその筆頭であるとしている。

## 原因
心理学者の内藤誼人は、妹萌えについて、兄弟姉妹は世の中の人全員が持つものではないため、憧れを持つ者が一定数いる可能性があり、また基本的に男性は年下が好きで、女性は年上が好きな事がアニメやライトノベルにおける妹萌えに繋がっていると考えられると述べた。
兄と妹という禁断の恋愛要素に萌える場合や、眉目秀麗な女子が、妹として無条件に懐く姿に萌えたり、その逆のベクトルの妹に萌える場合もある。「自分を尊敬してくれる可愛い妹が欲しい」という夢や理想も妹萌えの根源とされる。